# Coppa del Mondo di sci alpino 2001
La Coppa del Mondo di sci alpino 2001 fu la trentacinquesima edizione della manifestazione organizzata dalla Federazione Internazionale Sci; ebbe inizio il 28 ottobre 2000 a Sölden, in Austria, e si concluse l'11 marzo 2001 a Åre, in Svezia. Nel corso della stagione si tennero a Sankt Anton am Arlberg i Campionati mondiali di sci alpino 2001, non validi ai fini della Coppa del Mondo, il cui calendario contemplò dunque un'interruzione nel mese di febbraio.
In campo maschile furono disputate 33 delle 38 gare in programma (9 discese libere, 5 supergiganti, 9 slalom giganti, 9 slalom speciali, 1 combinata), in 17 diverse località. Atleti austriaci si aggiudicarono tutti i trofei in palio: Hermann Maier vinse sia la Coppa del Mondo generale, sia quelle di discesa libera, di supergigante e di slalom gigante; Benjamin Raich vinse quella di slalom speciale. Maier era il detentore uscente della Coppa generale.
In campo femminile furono disputate 33 delle 36 gare in programma (8 discese libere, 8 supergiganti, 8 slalom giganti, 8 slalom speciali, 1 combinata), in 16 diverse località. La croata Janica Kostelić si aggiudicò sia la Coppa del Mondo generale, sia quella di slalom speciale; l'italiana Isolde Kostner vinse la Coppa di discesa libera, la francese Régine Cavagnoud quella di supergigante e la svizzera Sonja Nef quella di slalom gigante. L'austriaca Renate Götschl era la detentrice uscente della Coppa generale.

## Uomini

### Risultati
| Data             | Località               | Nazione     | Pista               | Spec. | Primo                | Secondo              | Terzo                            |
| ---------------- | ---------------------- | ----------- | ------------------- | ----- | -------------------- | -------------------- | -------------------------------- |
| 29 ottobre 2000  | Sölden                 | Austria     | Rettenbach          | GS    | Hermann Maier        | Stephan Eberharter   | Fredrik Nyberg                   |
| 17 novembre 2000 | Park City              | Stati Uniti |                     | GS    | Michael von Grünigen | Lasse Kjus           | Hermann Maier                    |
| 19 novembre 2000 | Park City              | Stati Uniti |                     | SL    | Heinz Schilchegger   | Mario Matt           | Kjetil André Aamodt              |
| 25 novembre 2000 | Lake Louise            | Canada      |                     | DH    | Stephan Eberharter   | Silvano Beltrametti  | Lasse Kjus                       |
| 26 novembre 2000 | Lake Louise            | Canada      |                     | SG    | Hermann Maier        | Lasse Kjus           | Andreas Schifferer               |
| 2 dicembre 2000  | Beaver Creek           | Stati Uniti | Birds of Prey       | DH    | Hermann Maier        | Lasse Kjus           | Stephan Eberharter               |
| 3 dicembre 2000  | Beaver Creek           | Stati Uniti | Birds of Prey       | SG    | Fredrik Nyberg       | Christoph Gruber     | Kenneth Sivertsen                |
| 9 dicembre 2000  | Val-d'Isère            | Francia     |                     | DH    | Hermann Maier        | Stephan Eberharter   | Fritz Strobl                     |
| 10 dicembre 2000 | Val-d'Isère            | Francia     |                     | GS    | Hermann Maier        | Heinz Schilchegger   | Andreas Schifferer               |
| 11 dicembre 2000 | Sestriere              | Italia      |                     | SL    | Hans Petter Buraas   | Kilian Albrecht      | Pierrick Bourgeat                |
| 16 dicembre 2000 | Val-d'Isère            | Francia     |                     | DH    | Alessandro Fattori   | Kristian Ghedina     | Roland Fischnaller               |
| 17 dicembre 2000 | Val-d'Isère            | Francia     |                     | GS    | Michael von Grünigen | Heinz Schilchegger   | Bode Miller                      |
| 19 dicembre 2000 | Madonna di Campiglio   | Italia      | 3-Tre               | SL    | Mario Matt           | Heinz Schilchegger   | Rainer Schönfelder               |
| 21 dicembre 2000 | Bormio                 | Italia      |                     | GS    | Christoph Gruber     | Erik Schlopy         | Fredrik Nyberg                   |
| 6 gennaio 2001   | Les Arcs               | Francia     |                     | GS    | Michael von Grünigen | Benjamin Raich       | Marco Büchel                     |
| 7 gennaio 2001   | Les Arcs               | Francia     |                     | SL    | annullata            | annullata            | annullata                        |
| 9 gennaio 2001   | Adelboden              | Svizzera    | Chuenisbärgli       | GS    | Hermann Maier        | Michael von Grünigen | Fredrik Nyberg                   |
| 13 gennaio 2001  | Wengen                 | Svizzera    | Lauberhorn          | DH    | annullata            | annullata            | annullata                        |
| 14 gennaio 2001  | Wengen                 | Svizzera    | Männlichen/Jungfrau | SL    | Benjamin Raich       | Rainer Schönfelder   | Mario Matt                       |
| 14 gennaio 2001  | Wengen                 | Svizzera    | Männlichen/Jungfrau | KB    | annullata            | annullata            | annullata                        |
| 19 gennaio 2001  | Kitzbühel              | Austria     | Streifalm           | SG    | Hermann Maier        | Josef Strobl         | Werner Franz                     |
| 20 gennaio 2001  | Kitzbühel              | Austria     | Streif              | DH    | Hermann Maier        | Hannes Trinkl        | Stephan Eberharter Daron Rahlves |
| 21 gennaio 2001  | Kitzbühel              | Austria     | Ganslern            | SL    | Benjamin Raich       | Jure Košir           | Hans Petter Buraas               |
| 21 gennaio 2001  | Kitzbühel              | Austria     | Streif Ganslern     | KB    | Lasse Kjus           | Michael Walchhofer   | Kjetil André Aamodt              |
| 23 gennaio 2001  | Schladming             | Austria     |                     | SL    | Benjamin Raich       | Hans Petter Buraas   | Mitja Kunc                       |
| 27 gennaio 2001  | Garmisch-Partenkirchen | Germania    | Kandahar            | DH    | Fritz Strobl         | Peter Rzehak         | Franco Cavegn                    |
| 28 gennaio 2001  | Garmisch-Partenkirchen | Germania    | Kandahar            | SG    | Christoph Gruber     | Hermann Maier        | Didier Cuche                     |
| 15 febbraio 2001 | Shigakōgen             | Giappone    |                     | GS    | Hermann Maier        | Marco Büchel         | Benjamin Raich                   |
| 17 febbraio 2001 | Shigakōgen             | Giappone    |                     | SL    | Pierrick Bourgeat    | Heinz Schilchegger   | Benjamin Raich                   |
| 18 febbraio 2001 | Shigakōgen             | Giappone    |                     | SL    | Pierrick Bourgeat    | Heinz Schilchegger   | Jure Košir                       |
| 25 febbraio 2001 | Snowbasin              | Stati Uniti |                     | SG    | annullata            | annullata            | annullata                        |
| 2 marzo 2001     | Kvitfjell              | Norvegia    | Olympiabakken       | DH    | Hermann Maier        | Florian Eckert       | Lasse Kjus                       |
| 3 marzo 2001     | Kvitfjell              | Norvegia    | Olympiabakken       | DH    | Stephan Eberharter   | Florian Eckert       | Fritz Strobl                     |
| 4 marzo 2001     | Kvitfjell              | Norvegia    | Olympiabakken       | SG    | Hermann Maier        | Hannes Trinkl        | Stephan Eberharter               |
| 8 marzo 2001     | Åre                    | Svezia      | Olympia             | DH    | Hermann Maier        | Stephan Eberharter   | Kenneth Sivertsen                |
| 9 marzo 2001     | Åre                    | Svezia      | Olympia             | SG    | annullata            | annullata            | annullata                        |
| 10 marzo 2001    | Åre                    | Svezia      |                     | GS    | Hermann Maier        | Erik Schlopy         | Benjamin Raich                   |
| 11 marzo 2001    | Åre                    | Svezia      |                     | SL    | Benjamin Raich       | Mario Matt           | Sébastien Amiez                  |

Legenda:

DH = discesa libera

SG = supergigante

GS = slalom gigante

SL = slalom speciale

KB = combinata

### Classifiche

#### Generale

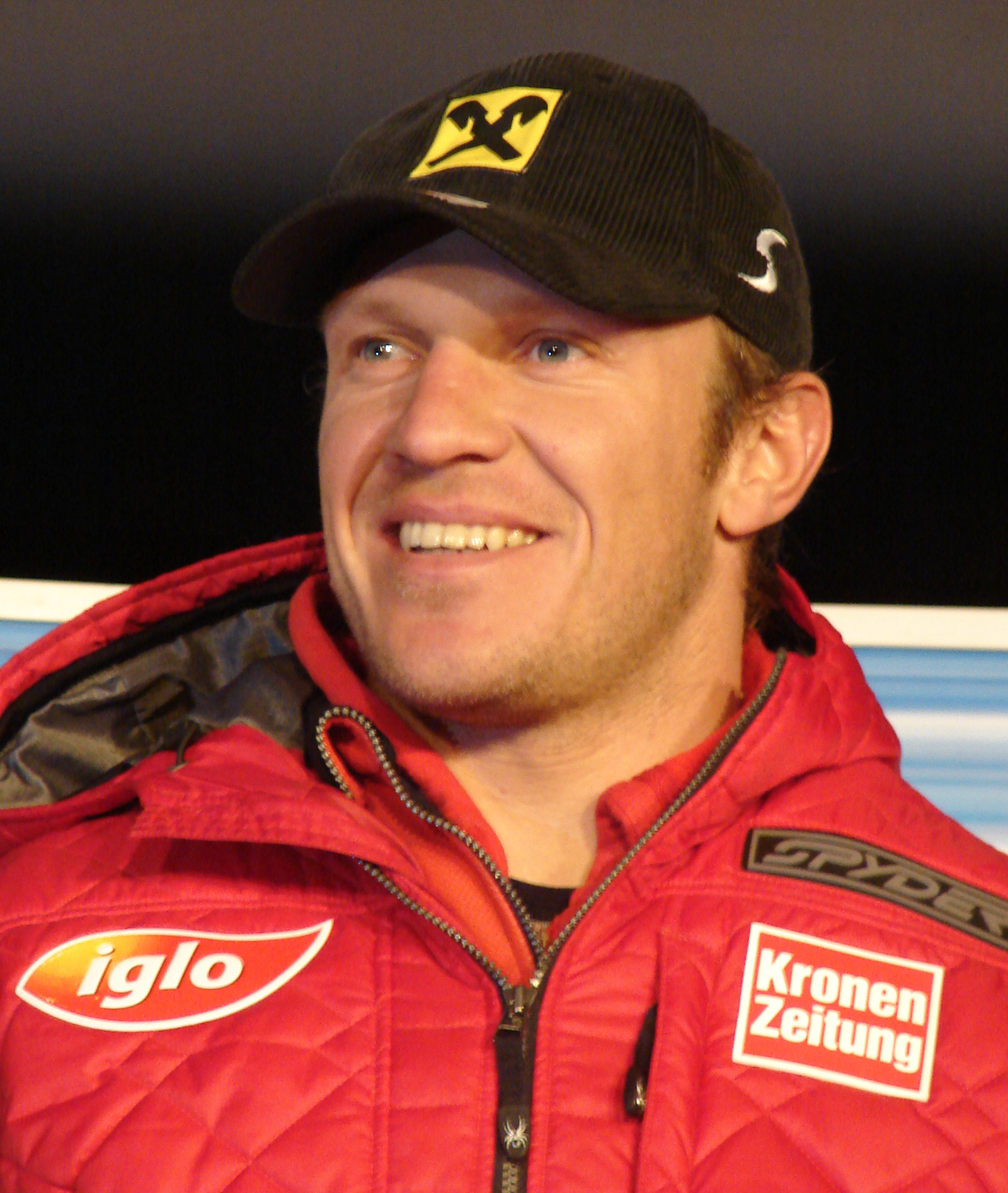
Hermann Maier nel 2006

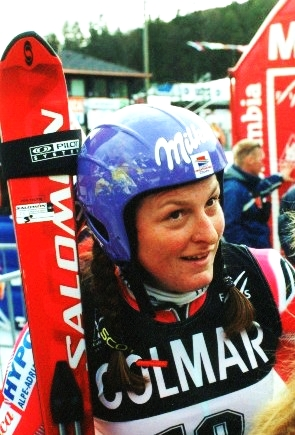
Janica Kostelić nel 2001

| Pos. | Nome                 | Nazione  | Punti |
| ---- | -------------------- | -------- | ----- |
| 1    | Hermann Maier        | Austria  | 1618  |
| 2    | Stephan Eberharter   | Austria  | 875   |
| 3    | Lasse Kjus           | Norvegia | 866   |
| 4    | Benjamin Raich       | Austria  | 865   |
| 5    | Michael von Grünigen | Svizzera | 743   |
| 6    | Heinz Schilchegger   | Austria  | 730   |
| 7    | Kjetil André Aamodt  | Norvegia | 668   |
| 8    | Josef Strobl         | Austria  | 527   |
| 9    | Fredrik Nyberg       | Svezia   | 475   |
| 10   | Didier Cuche         | Svizzera | 473   |

#### Discesa libera
| Pos. | Nome               | Nazione  | Punti |
| ---- | ------------------ | -------- | ----- |
| 1    | Hermann Maier      | Austria  | 576   |
| 2    | Stephan Eberharter | Austria  | 562   |
| 3    | Fritz Strobl       | Austria  | 402   |
| 4    | Hannes Trinkl      | Austria  | 313   |
| 5    | Lasse Kjus         | Norvegia | 301   |

#### Supergigante
| Pos. | Nome               | Nazione | Punti |
| ---- | ------------------ | ------- | ----- |
| 1    | Hermann Maier      | Austria | 420   |
| 2    | Christoph Gruber   | Austria | 246   |
| 3    | Josef Strobl       | Austria | 228   |
| 4    | Stephan Eberharter | Austria | 208   |
| 5    | Werner Franz       | Austria | 182   |

#### Slalom gigante
| Pos. | Nome                 | Nazione     | Punti |
| ---- | -------------------- | ----------- | ----- |
| 1    | Hermann Maier        | Austria     | 622   |
| 2    | Michael von Grünigen | Svizzera    | 612   |
| 3    | Erik Schlopy         | Stati Uniti | 350   |
| 4    | Benjamin Raich       | Austria     | 320   |
| 5    | Heinz Schilchegger   | Austria     | 316   |

#### Slalom speciale
| Pos. | Nome               | Nazione  | Punti |
| ---- | ------------------ | -------- | ----- |
| 1    | Benjamin Raich     | Austria  | 545   |
| 2    | Heinz Schilchegger | Austria  | 414   |
| 3    | Mario Matt         | Austria  | 406   |
| 4    | Pierrick Bourgeat  | Francia  | 368   |
| 5    | Hans Petter Buraas | Norvegia | 340   |

#### Combinata
Nel 2001 fu anche stilata la classifica della combinata, sebbene non venisse assegnato alcun trofeo al vincitore.
| Pos. | Nome                | Nazione     | Punti |
| ---- | ------------------- | ----------- | ----- |
| 1    | Lasse Kjus          | Norvegia    | 100   |
| 2    | Michael Walchhofer  | Austria     | 80    |
| 3    | Kjetil André Aamodt | Norvegia    | 60    |
| 4    | Casey Puckett       | Stati Uniti | 50    |
| 5    | Paul Accola         | Svizzera    | 45    |

## Donne

### Risultati
| Data             | Località               | Nazione     | Pista                | Spec. | Prima                | Seconda                        | Terza                |
| ---------------- | ---------------------- | ----------- | -------------------- | ----- | -------------------- | ------------------------------ | -------------------- |
| 28 ottobre 2000  | Sölden                 | Austria     | Rettenbach           | GS    | Martina Ertl         | Andrine Flemmen                | Anja Pärson          |
| 16 novembre 2000 | Park City              | Stati Uniti |                      | GS    | Sonja Nef            | Brigitte Obermoser             | Anja Pärson          |
| 18 novembre 2000 | Park City              | Stati Uniti |                      | SL    | Janica Kostelić      | Martina Ertl                   | Christel Pascal      |
| 24 novembre 2000 | Aspen                  | Stati Uniti | Lower Ruthie's       | SG    | Michaela Dorfmeister | Régine Cavagnoud               | Corinne Rey-Bellet   |
| 25 novembre 2000 | Aspen                  | Stati Uniti | Lower Ruthie's       | SL    | Janica Kostelić      | Martina Ertl                   | Kristina Koznick     |
| 30 novembre 2000 | Lake Louise            | Canada      |                      | DH    | Petra Haltmayr       | Isolde Kostner                 | Renate Götschl       |
| 1º dicembre 2000 | Lake Louise            | Canada      |                      | DH    | Isolde Kostner       | Carole Montillet               | Corinne Rey-Bellet   |
| 2 dicembre 2000  | Lake Louise            | Canada      |                      | SG    | Renate Götschl       | Régine Cavagnoud               | Martina Ertl         |
| 6 dicembre 2000  | Val-d'Isère            | Francia     |                      | SG    | Régine Cavagnoud     | Michaela Dorfmeister           | Carole Montillet     |
| 9 dicembre 2000  | Sestriere              | Italia      |                      | GS    | Michaela Dorfmeister | Anja Pärson                    | Sonja Nef            |
| 10 dicembre 2000 | Sestriere              | Italia      |                      | SL    | Janica Kostelić      | Sarah Schleper                 | Trine Bakke          |
| 16 dicembre 2000 | Sankt Moritz           | Svizzera    |                      | DH    | Brigitte Obermoser   | Renate Götschl                 | Emily Brydon         |
| 17 dicembre 2000 | Sankt Moritz           | Svizzera    |                      | DH    | Renate Götschl       | Isolde Kostner                 | Régine Cavagnoud     |
| 19 dicembre 2000 | Sestriere              | Italia      |                      | GS    | Sonja Nef            | Anja Pärson                    | Renate Götschl       |
| 20 dicembre 2000 | Sestriere              | Italia      |                      | SL    | Janica Kostelić      | Trine Bakke                    | Kristina Koznick     |
| 28 dicembre 2000 | Semmering              | Austria     |                      | SL    | Janica Kostelić      | Sonja Nef                      | Trine Bakke          |
| 30 dicembre 2000 | Semmering              | Austria     |                      | GS    | Sonja Nef            | Corinne Rey-Bellet             | Sarah Schleper       |
| 6 gennaio 2001   | Maribor                | Slovenia    |                      | GS    | Sonja Nef            | Karen Putzer                   | Renate Götschl       |
| 7 gennaio 2001   | Maribor                | Slovenia    |                      | SL    | annullata            | annullata                      | annullata            |
| 13 gennaio 2001  | Haus                   | Austria     |                      | DH    | Renate Götschl       | Isolde Kostner                 | Mélanie Turgeon      |
| 13 gennaio 2001  | Haus                   | Austria     |                      | SG    | Régine Cavagnoud     | Mélanie Turgeon                | Renate Götschl       |
| 14 gennaio 2001  | Flachau                | Austria     | Hermann Maier        | SL    | Janica Kostelić      | Karin Köllerer Laure Pequegnot |                      |
| 14 gennaio 2001  | Haus Flachau           | Austria     | ? Hermann Maier      | KB    | Janica Kostelić      | Caroline Lalive                | Renate Götschl       |
| 19 gennaio 2001  | Cortina d'Ampezzo      | Italia      | Olimpia delle Tofane | DH    | Isolde Kostner       | Renate Götschl                 | Régine Cavagnoud     |
| 20 gennaio 2001  | Cortina d'Ampezzo      | Italia      | Olimpia delle Tofane | SG    | Régine Cavagnoud     | Mélanie Turgeon                | Renate Götschl       |
| 21 gennaio 2001  | Cortina d'Ampezzo      | Italia      |                      | GS    | Sonja Nef            | Allison Forsyth                | Michaela Dorfmeister |
| 26 gennaio 2001  | Ofterschwang           | Germania    |                      | SL    | Janica Kostelić      | Kristina Koznick               | Sonja Nef            |
| 27 gennaio 2001  | Ofterschwang           | Germania    |                      | GS    | annullata            | annullata                      | annullata            |
| 16 febbraio 2001 | Garmisch-Partenkirchen | Germania    | Kandahar             | SG    | Carole Montillet     | Renate Götschl                 | Brigitte Obermoser   |
| 17 febbraio 2001 | Garmisch-Partenkirchen | Germania    | Kandahar             | SG    | annullata            | annullata                      | annullata            |
| 18 febbraio 2001 | Garmisch-Partenkirchen | Germania    | Gudiberg             | SL    | Janica Kostelić      | Christel Pascal                | Karin Köllerer       |
| 24 febbraio 2001 | Lenzerheide            | Svizzera    |                      | DH    | Kirsten Clark        | Régine Cavagnoud               | Petra Haltmayr       |
| 25 febbraio 2001 | Lenzerheide            | Svizzera    |                      | SG    | Isolde Kostner       | Renate Götschl                 | Carole Montillet     |
| 8 marzo 2001     | Åre                    | Svezia      |                      | DH    | Hilde Gerg           | Isolde Kostner                 | Sylviane Berthod     |
| 9 marzo 2001     | Åre                    | Svezia      |                      | SG    | Corinne Rey-Bellet   | Mélanie Turgeon                | Régine Cavagnoud     |
| 10 marzo 2001    | Åre                    | Svezia      |                      | SL    | Sonja Nef            | Martina Ertl                   | Anja Pärson          |
| 11 marzo 2001    | Åre                    | Svezia      |                      | GS    | Sonja Nef            | Anja Pärson                    | Ylva Nowén           |

Legenda:

DH = discesa libera

SG = supergigante

GS = slalom gigante

SL = slalom speciale

KB = combinata

### Classifiche

#### Generale
| Pos. | Nome                 | Nazione  | Punti |
| ---- | -------------------- | -------- | ----- |
| 1    | Janica Kostelić      | Croazia  | 1256  |
| 2    | Renate Götschl       | Austria  | 1189  |
| 3    | Régine Cavagnoud     | Francia  | 1105  |
| 4    | Sonja Nef            | Svizzera | 1060  |
| 5    | Michaela Dorfmeister | Austria  | 923   |
| 6    | Isolde Kostner       | Italia   | 895   |
| 7    | Martina Ertl         | Germania | 776   |
| 8    | Corinne Rey-Bellet   | Svizzera | 744   |
| 9    | Carole Montillet     | Francia  | 702   |
| 10   | Brigitte Obermoser   | Austria  | 669   |

#### Discesa libera
| Pos. | Nome               | Nazione | Punti |
| ---- | ------------------ | ------- | ----- |
| 1    | Isolde Kostner     | Italia  | 596   |
| 2    | Renate Götschl     | Austria | 455   |
| 3    | Régine Cavagnoud   | Francia | 360   |
| 4    | Carole Montillet   | Francia | 297   |
| 5    | Brigitte Obermoser | Austria | 295   |

#### Supergigante
| Pos. | Nome                 | Nazione | Punti |
| ---- | -------------------- | ------- | ----- |
| 1    | Régine Cavagnoud     | Francia | 577   |
| 2    | Renate Götschl       | Austria | 466   |
| 3    | Carole Montillet     | Francia | 405   |
| 4    | Mélanie Turgeon      | Canada  | 364   |
| 5    | Michaela Dorfmeister | Austria | 332   |

#### Slalom gigante
| Pos. | Nome                 | Nazione  | Punti |
| ---- | -------------------- | -------- | ----- |
| 1    | Sonja Nef            | Svizzera | 676   |
| 2    | Anja Pärson          | Svezia   | 408   |
| 3    | Michaela Dorfmeister | Austria  | 341   |
| 4    | Karen Putzer         | Italia   | 297   |
| 5    | Corinne Rey-Bellet   | Svizzera | 265   |

#### Slalom speciale
| Pos. | Nome            | Nazione  | Punti |
| ---- | --------------- | -------- | ----- |
| 1    | Janica Kostelić | Croazia  | 724   |
| 2    | Sonja Nef       | Svizzera | 384   |
| 3    | Martina Ertl    | Germania | 346   |
| 4    | Karin Köllerer  | Austria  | 340   |
| 5    | Laure Pequegnot | Francia  | 317   |

#### Combinata
Nel 2001 fu anche stilata la classifica della combinata, sebbene non venisse assegnato alcun trofeo alla vincitrice.
| Pos. | Nome            | Nazione     | Punti |
| ---- | --------------- | ----------- | ----- |
| 1    | Janica Kostelić | Croazia     | 100   |
| 2    | Caroline Lalive | Stati Uniti | 80    |
| 3    | Renate Götschl  | Austria     | 60    |
| 4    | Karen Putzer    | Italia      | 50    |
| 5    | Pia Käyhkö      | Finlandia   | 45    |